# Monumento Este es el lugar
El monumento «Este es el lugar» (en inglés: This is the Place Monument) es un monumento histórico en el parque patrimonial «Éste es el lugar,» situado en el lado este de Salt Lake City, Utah, al oeste de los Estados Unidos en la desembocadura del cañón de la Emigración. Fue nombrado en honor de la famosa declaración de Brigham Young de 1847 de que los pioneros de La Iglesia de Jesucristo de los Santos de los Últimos Días debían establecerse en el valle del Lago Salado.
Esculpida de 1939 a 1947 por Mahonri M. Young, un nieto de Brigham Young, se estableció como un monumento a los pioneros mormones, así como a los exploradores y colonos del Oeste estadounidense. Fue dedicado por la Iglesia y su presidente George Albert Smith el 24 de julio de 1947 en el centenario de la entrada de los pioneros en el Valle del Lago Salado. Sustituyó a un monumento mucho más pequeño que había en las inmediaciones.

## Grupos representados en el monumento
- Brigham Young, Heber C. Kimball y Wilford Woodruff en la parte superior del monumento.
- Los pioneros mormones de la expedición de vanguardia de 1847, incluidos los nueve exploradores preliminares, la empresa principal y el grupo de retaguardia.
- El grupo de Donner
- Los exploradores españoles de la expedición Domínguez-Escalante de 1776.
- William H. Ashley y los tramperos de la American Fur Company.

## Individuos presentes en el monumento
- Benjamin Bonneville
- John Brown
- Isaac Perry Decker
- John C. Fremont
- Heber C. Kimball
- Ellen Saunders Kimball
- Jesse C. Little
- Joseph Matthews
- Peter Skene Ogden
- John Pack
- Orson Pratt
- Étienne Provost
- Willard Richards
- Orrin Porter Rockwell
- Father de Smet
- George A. Smith
- Erastus Snow
- Chief Washakie
- Wilford Woodruff
- Brigham Young
- Clarissa Decker Young
- Harriet Page Wheeler Decker Young
- Lorenzo Dow Young
- Lorenzo Sobieski Young